# Trésor romain de Trèves
Le trésor romain de Trèves a été mis au jour en 1993 à Trèves en Allemagne, lors de travaux le long de la Feldstrasse : il se compose de 2518 aurei (monnaies d'or romaine) sur un total estimé à l'origine de 2650, représentant un poids total de 18,5 kg d'or, ce qui en fait le plus gros dépôt de monnaies d'or de l’Empire romain découvert à ce jour. Plus de 99 % des pièces ont été frappées entre 63 et 168 ap. J.-C., ce qui représente environ un dixième de tous les aurei connus pour cette période. Ce trésor forme aujourd'hui le clou des collections du Musée rhénan de Trèves.

## Découverte
En 1993, les autorités municipales avaient entrepris l'excavation des fondations d'un hôpital de la Feldstrasse, à Trèves, en vue d'y aménager un parking souterrain. Parallèlement aux travaux de terrassement, un groupe d'archéologues du musée fouillait les décombres : c'est alors qu'ils mirent au jour les vestiges d'un mur d'une insula en pierres et le couvercle bombé d'un chaudron.
Le 9 septembre 1993, lors de la pause de midi, des curieux qui s'étaient introduits sur le chantier découvrirent quelques aurei dans la pelle d'une excavatrice. Dans l'espoir de retrouver d'autres pièces d'or, un numismate amateur s'introduisit nuitamment à l'intérieur de la fosse et tomba après quelques pelletées de terre sur un tas d'or de 1 389 aurei, amalgamés entre eux par la corrosion du bronze et la marne pétrifiée. Puis, dans une cave en forme de L de l'insula, il retrouva la moitié inférieure d'un chaudron en bronze, contenant 561 autres pièces d'or. Ce récipient, dont l'autre moitié avait été arrachée en matinée par la pelle mécanique, abritait depuis des siècles la totalité de ces pièces de monnaie.

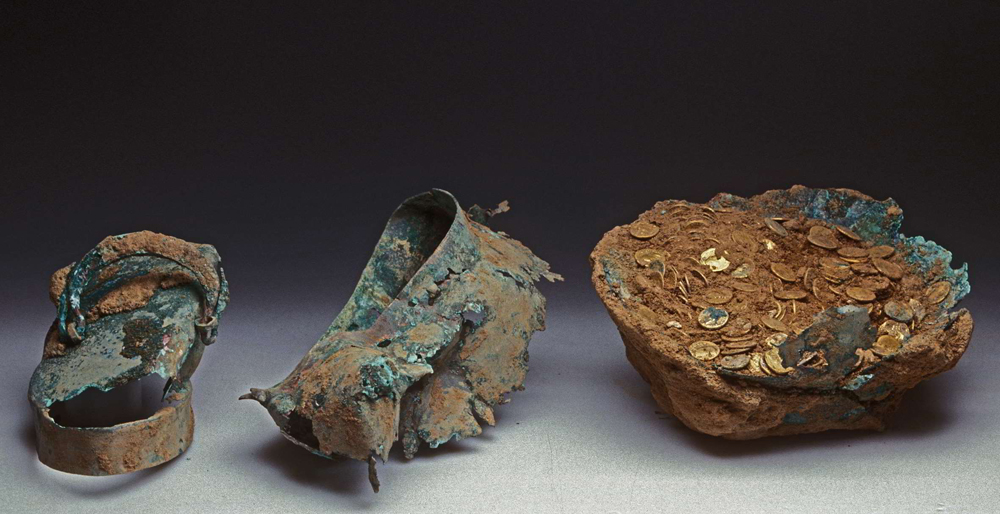
Les deux moitiés déchiquetées du chaudron en bronze quelques heures après sa découverte.

Le collectionneur rapporta les pièces dans sa voiture avec un seau et un sac en plastique, et apporta la plus grande partie des pièces dès le lendemain matin au musée rhénan, conscient qu'il avait glané ce trésor par effraction, et que les archéologues du musée auraient sans aucun doute découvert le trésor le 10 septembre, puisqu’ils avaient programmé des mesures stratigraphiques et des sondages de la fouille.
Il y eut d'autres découvertes sur le chantier de l'hôtel Kockelsberg, où les déblais de la Feldstrasse devaient être réemployés en remblais pour les fondations du parking. Quelques-uns des collectionneurs qui avaient trouvé les premières pièces suivirent l'un des tombereaux chargés de déblais. La nouvelle de la présence d'un trésor fit rapidement le tour du quartier et dès l'après-midi du 9 septembre, ouvriers, camionneurs et clients de l'hôtel se mêlaient aux recherches, qui ramenèrent encore plus de 400 pièces d'or, outre le couvercle du chaudron, qui se trouvait parmi les déblais déchargés derrière l'hôtel Kockelsberg.
Finalement, les chercheurs purent enregistrer la restitution par 19 personnes de 2518 pièces d'or romaines, bien que « certains spécimens rares aient dû échapper au musée ». On estime que le chaudron devait contenir à l'origine environ 2 650 aurei.

## Contexte historique
On ne peut dire avec certitude si ce trésor était un bien privé ou le produit de la collecte d'un impôt. C'était en tout cas pour l'époque une somme énorme : 2650 aurei valent 265 000 sesterces, à comparer aux impôts collectés annuellement par le Procurateur des Finances pour les provinces de Gaule belgique, de Germanie supérieure et de Germanie inférieure résidant à Trèves : 200 000 sesterces. Le mode de stockage penche aussi en faveur d'un trésor public ou militaire, qui doit être accessible en permanence pour effectuer les paiements ou réaliser l'encaisse. Ce trésor avait aussi peut-être un rapport avec le temple d'Esculape, tout proche du lieu de dépôt.
Les monnaies les plus récentes du trésor remontent aux années 193 à 196 ap. J.-C. qui ont été marquées par la guerre de succession opposant l'empereur Septime Sévère et son rival Clodius Albinus. On sait que Trèves fut assiégée en 196 (en vain, d'ailleurs) par l'armée de Clodius Albinus ; il est permis de penser que le détenteur de ce trésor était un partisan de Clodius, et qu'après la défaite de son champion il dut quitter la ville ou fut arrêté, victime des purges de Septime-Sévère. Il est en tout cas certain que l'existence de ce trésor tomba dans un total oubli.

## État de conservation
Les aurei du trésor romain de Trèves ont été déposés dans un chaudron convexe en bronze, haut de 25 cm, déchiré en deux par une pelle mécanique lors des travaux de terrassement pour le parc. Le récipient possédait un couvercle retrouvé à part, muni d'une poignée. Les pièces n'y ont pas été jetées une par une : elles devaient se trouver dans au moins deux besaces en cuir dont on a retrouvé les vestiges. L'arrangement des pièces au moment de leur découverte donne en outre à penser qu'elles ont été déposées en rouleaux de pièces.

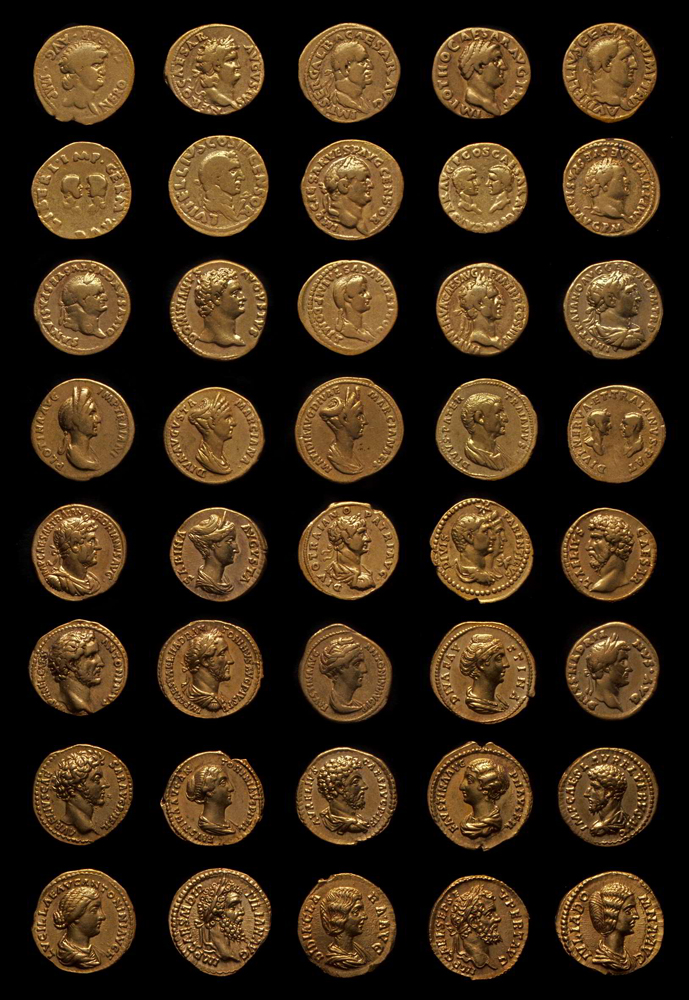
Séries d'effigies d'empereurs et courtisans représentées sur les pièces d'or de Trèves.

La plus grande partie des pièces montrent des marques de circulation plus ou moins prononcées, presque aucune n’est neuve (superbe ou fleur de coin en termes numismatiques).

## Interprétation
Plus de 96 % des pièces trouvées à Trèves ont été frappées à Rome, le reste à Lugdunum (Lyon). Leur teneur, 99,05 % d'or, en fait des pièces d'une rare pureté. Ce trésor comporte 80 types ou variantes d’aureus inconnus jusqu'alors.
Ces pièces portent les effigies de 29 empereurs, impératrices ou hauts dignitaires, où l'on retrouve surtout Néron (866 pièces) et Vespasien (819 pièces), de très loin les plus nombreuses. On retrouve une telle homogénéité dans les autres trésors de l'époque impériale : elle est le reflet des diverses réformes monétaires. En l'an 64, sous le règne de Néron, le Sénat vota l'adoption d'un pied de monnaie plus léger : les anciens aurei, plus lourds, furent graduellement retirés de la circulation. Cela explique que les auréus frappés sous les règnes de Néron et de Vespasien ont eu cours jusqu'au IIe siècle de notre ère. À cet égard, la discontinuité chronologique (de 82 à 99 ap. J.-C.) dans la série des pièces retrouvées à Trèves est caractéristique : elle correspond aux règnes des empereurs Domitien et Nerva, au cours desquels on frappa derechef des aurei lourds. Trajan revint à un poids en or réduit pour financer ses campagnes militaires, allant jusqu'à faire refondre les monnaies de l'ère domitienne. Comme on ne retrouve qu'un petit nombre d'aurei lourds dans le trésor de Trèves, on peut en conclure qu'il n'a été réuni qu'à partir du milieu du IIe siècle, période où il ne subsistait plus qu'une minorité de pièces remontant au règne de Domitien ou a fortiori antérieures à la réforme monétaire de Néron.
Après 167-168 ap. J.-C., il y a une coupure brutale dans la date de frappe de pièce. On l'explique par les ravages de la peste antonine. Cette pandémie aurait ainsi déchaîné, même à Trèves, « tant de peur et de crainte parmi la population, que le propriétaire ou le gérant du trésor au chaudron de bronze l'enterra en toute hâte après l'hiver 167-68 ». Il aurait quitté la ville pour une destination inconnue et repris l'or à son retour des années plus tard : on ne dénombre que six pièces postérieures, datant des années 193 à 196.